# Vysoké Veselí
Vysoké Veselí é uma cidade checa localizada na região de Hradec Králové, distrito de Jičín‎.